# Павел Шафарик
Павел Йозеф Шафарик (на словашки: Pavel Jozef Šafárik; на чешки: Pavel Jozef Šafařík) е словашки филолог, етнограф, литературен историк и поет. По-голямата част от трудовете му са написани на чешки и немски.

## Биография
Шафарик е роден на 13 май 1795 г. в Кобелярово в семейството на евангелистки пастор.
В периода от 1819 до 1833 г. в продължение на 14 години е директор на сръбска гимназия в Нови Сад. Посвещава дълги години на изследването на езика, историята и литературата на славяните, като успява да издири ценни материали в тази насока. Плод на усилената му работа са редица трудове, сред които за най-забележително се сочи „Славянски древности“ (1837 г.). В тази си книга той представя живота на славяните от най-дълбока древност до края на IX век, като отделя значително място и на българите. Шафарик оспорва числеността на българското население, като посочва бройката 600 хил. души за невярна и заявява, че българите наброяват около 4 милиона в онзи момент, като населяват обширна област, в която влизат Нишко, цяла Македония, Тракия и Мизия, част от Бесарабия.
Тези граници са отразени в създадената от него етнографска карта, Slovansky zemêvid, излязла в Прага в 1842 година, очертаваща териториите на славянските народи. Наричана е и Шафарикова карта. Българите са разграничени от съседните им народи: сърби, румънци, гърци и албанци.
Ценни са и трудовете му, посветени на старата славянска писменост в България, на делото на светите братя Кирил и Методий и други. Шафарик проявява голям интерес към възрожденската българска литература, върху чиито автори оказва силно положително влияние.

### Поезия
- Loučení s Múzou
- Zdání Slavomilovo
- Tatranská múza s lýrou slovanskou, 1814
- Mé zpěvy
- Ode festival ... (Levoča, 1814)
- Tatranská múza s lyrou slovanskou (Levoča, 1814)

### Научни трудове
- Geschichte der slawischen Sprache und Literatur nach allen Mundarten (1826, Pest)
- Přehled nejnovější literatury illlyrských slovanů po l. 1833
- Slovanské starožitnosti (1837 + 1865, Praha)
- Slovanský národopis
- Slovem o českém pravopise
- Výklad některých grammatických forem v jazyku slovanském
- Mluvozpytný rozbor čísloslova
- Počátkové českého básnictví, obzvláště prozódie
- Promluvení k Slovanům, in: Prvotiny pěkných umění (1817)
- Počátkové českého básnictví, obzvláště prozodie (1818, Praha)
- Novi Graeci non uniti ritus gymnasii neoplate auspicia feliciter capta. Adnexa est oratio Pauli Josephi Schaffarik (1819, Novi Sad)
- Písně světské lidu Slovensku v Uhřích. Sebrané a vydané od P. J. Šafárika, Jana Blahoslava a jiných. 1–2 (Pešť, 1823–1827)
- Über die Abkunft der Slawen nach Lorenz Surowiecki (1828, Buda)
- Serbische Lesekörner oder Historische-Kritische Beleuchtung der serbischen Mundart (1833, Pest)
- Monumenta Illyrica (1839, Praha)
- Die ältesten Denkmäler der böhmischen Sprache ... (1840, Praha)
- Slovanský národopisu (1842 – 2 vydání, Praha)
- Počátkové staročeské mluvnice in:Výbor (1845)
- Juridische – politische Terminologie der slawischen Sprachen Oesterreich(Vídeň, 1850)
- Památky dřevního pisemnictví Jihoslovanů (1851, Praha)
- Památky hlaholského pisemnictví (1853, Praha)
- Glagolitische Fragmente (1857, Praha)
- Über den ursprung und die Heimat des Glagolitismus (1858, Praha)
- Geschichte der südslawischen Litteratur 1-3 (1864-65, Praha)